# Marie Manceau
Pour les articles homonymes, voir Manceau.
Marie Manceau, née le 5 juin 1979, est une biologiste française, spécialisée en morphogenèse et en biologie du développement et de l’évolution. Elle est directrice de recherches au centre interdisciplinaire de recherche en biologie au Collège de France depuis 2013. Elle travaille principalement sur les oiseaux et utilise la technique de modélisation. En parallèle de son travail de chercheuse, elle est aussi guide naturaliste dans les régions polaires.

## Biographie
En 1998, Marie Manceau entre à l'Université Strasbourg-I où elle étudie la biologie cellulaire et la génétique. Elle y obtient une licence en 2001. Elle entre ensuite à l'université de la Méditerranée Aix-Marseille II où elle obtient une maîtrise en 2002 et un DEA en 2003. Elle soutient sa thèse de doctorat en 2006 à l'université de la Méditerranée Aix-Marseille II sous la direction de Christophe Marcelle. Elle effectue ses recherches postdoctorales de 2007 à 2013 à l'Université Harvard au laboratoire de Hopi Hoekstra (en). Elle a réalisé un postdoc en "Evo-Devo" à l’Université d’Harvard .
Elle entre au CNRS en 2009 en tant que chargée de recherches au Centre interdisciplinaire de recherche en biologie.
Elle a également enseigné à l'Université Aix-Marseille II de 2003 à 2006, puis à l'Université Harvard de 2008 à 2011 et à l'École normale supérieure de 2013 à 2018.
Marie Manceau a établi l’équipe accueillie « Formation and Evolution of Skin Patterns », aidée d’un financement ATIP-Avenir, au Centre pour la Recherche Interdisciplinaire en Biologie du Collège de France. Marie Manceau a été titularisée Chargée de Recherche de première classe CNRS en Octobre 2014.

## Recherche de l’évolution de la formation des motifs du plumage des oiseaux
Ses recherches visent notamment à trouver des thèmes dans la variation des motifs dans le plumage des oiseaux pour comprendre comment se mettent en place des motifs naturels,.
En 2017, elle fait partie du comité d’évaluation scientifique de l'Agence nationale de la recherche dans la section biologie cellulaire, biologie du développement,.
En 2020, Marie Manceau est une des lauréates 2020 du Prix Bettencourt Coups d'élan pour la recherche française (« L'énigme du plumage des oiseaux : la génétique à la rescousse ») .
Marie Manceau et son équipe sont pionniers dans l’étude de l’évolution de la formation des motifs du plumage des oiseaux. Ils s’attachent à comprendre pourquoi ces motifs varient tant d’une espèce à l’autre et comment s’orchestre leur disposition à partir du tissu embryonnaire. Pour y parvenir, Marie Manceau et son équipe testent des modèles mathématiques pour reproduire de façon théorique les dynamiques de mise en place de ces différentes géométries. Au sein de l’équipe « Formation et évolution des motifs cutanés » au Collège de France, Marie Manceau et ses collègues développent une stratégie novatrice pour répondre à cette question fondamentale : l’étude de la variation entre différentes espèces d’oiseaux.

## Récompenses et honneurs
- 2015 : Bourse Starting Grant du conseil européen de la recherche[4]
- 2019 : médaille de bronze du CNRS[6]
- 2020 : Prix Richard Lounsbery de l'académie des sciences française et américaine, « pour ses travaux remarquables en biologie du développement en particulier la formation et l’évolution de motifs périodiques sur le plumage des oiseaux »[10]
- 2020: Prix Bettencourt Coups d'élan pour la recherche française[11].